# Езотеризам
Езотеризам је тајно учење, неразумљиво и забрањено за непосвећене, којем је циљ да посвећене доведе до трансценденталних, метафизичких знања. Само они који су иницирани у тајно друштво или тајне религијске доктрине и ритуале могу бити упућени у мистерије езотеричног учења. Кршење норми тајног учења као последицу има изопштење из тајног друштва.
Езотеричан је унутрашњи, тајни. Може бити обред, систем догми и симбола или нека доктрина која је позната само онима који су посвећени. Атрибут езотеричан има и сакрални смисао када означава неку религијску мистерију, само повлашћенима доступну свету тајну.